# The Hidden Prince
The Hidden Prince è un cortometraggio muto del 1916 diretto da William P.S. Earle e da Wally Van.
Quarto episodio del serial The Scarlet Runner.

## Produzione
Il film fu prodotto dalla Vitagraph Company of America.

## Distribuzione
Distribuito dalla Greater Vitagraph (V-L-S-E), il film - un cortometraggio di due bobine - uscì nelle sale cinematografiche statunitensi il 23 ottobre 1916.